# Maladie professionnelle due aux goudrons de houille
Les goudrons de houille sont responsables, en France, de maladies reconnues comme maladie professionnelle sous certaines conditions.
Cet article relève du domaine de la législation sur la protection sociale et a un caractère davantage juridique que médical. 

## Législation enFrance

### Régime général
| Fiche Maladie professionnelle | Fiche Maladie professionnelle | Fiche Maladie professionnelle |
| Ce tableau définit les critères à prendre en compte pour qu'une affection cutanée provoquée par les goudrons soit prise en charge au titre de la maladie professionnelle | Ce tableau définit les critères à prendre en compte pour qu'une affection cutanée provoquée par les goudrons soit prise en charge au titre de la maladie professionnelle | Ce tableau définit les critères à prendre en compte pour qu'une affection cutanée provoquée par les goudrons soit prise en charge au titre de la maladie professionnelle |
| Régime Général. Date de création : 14 décembre 1938 | Régime Général. Date de création : 14 décembre 1938 | Régime Général. Date de création : 14 décembre 1938 |
| Tableau No 16 RG | Tableau No 16 RG | Tableau No 16 RG |
| Affections cutanées ou affections des muqueuses provoquées par les goudrons de houille, les huiles de houille (comprenant les fractions de distillation dites phénoliques, naphtaléniques, acénaphténiques, anthracéniques et chryséniques), les brais de houille et les suies de combustion du charbon | Affections cutanées ou affections des muqueuses provoquées par les goudrons de houille, les huiles de houille (comprenant les fractions de distillation dites phénoliques, naphtaléniques, acénaphténiques, anthracéniques et chryséniques), les brais de houille et les suies de combustion du charbon | Affections cutanées ou affections des muqueuses provoquées par les goudrons de houille, les huiles de houille (comprenant les fractions de distillation dites phénoliques, naphtaléniques, acénaphténiques, anthracéniques et chryséniques), les brais de houille et les suies de combustion du charbon |
| --- | --- | --- |
| Désignation des Maladies | Délai de prise en charge | Liste indicative des principaux travaux susceptibles de provoquer ces maladies |
| Dermites eczématiformes récidivant après nouvelle exposition au risque. | 7 jours | Préparation, emploi et manipulation des goudrons, huiles et brais de houille et des produits en contenant, notamment dans : |
| Dermites pholotoxiques. | 7 jours | |
| Conjonctivites phototoxiques. | 7 jours | |
| | | - Les cokeries ; - Les installations de distillations de goudrons de houille ; - La fabrication d'agglomérés de houille ; - La fabrication et l'utilisation de pâtes et revêtements carbonés notamment lors de la fabrication de l'aluminium selon le procédé à anode continue ; - La fabrication d'électrodes de carbone et de graphite - La fabrication de carbure et de siliciure de calcium ; - La sidérurgie, lors de l'utilisation des masses de bouchage - Les fonderies, lors des travaux de moulage et de noyautage, de coulée et de décochage ; - Les travaux de ramonage et d'entretien de chaudières et de cheminées ; - Les travaux routiers ; - Le bâtiment, lors des travaux d'étanchéité, de revêtement de toitures ou terrasses et d'application de peintures au brai ou au goudron - L'imprégnation de briques réfractaires. |
| Date de mise à jour : 8 mai 1988 | | |

### Régime agricole
| Fiche Maladie professionnelle | Fiche Maladie professionnelle | Fiche Maladie professionnelle |
| Ce tableau définit les critères à prendre en compte pour qu'une affection cutanée provoquée par les goudrons soit prise en charge au titre de la maladie professionnelle | Ce tableau définit les critères à prendre en compte pour qu'une affection cutanée provoquée par les goudrons soit prise en charge au titre de la maladie professionnelle | Ce tableau définit les critères à prendre en compte pour qu'une affection cutanée provoquée par les goudrons soit prise en charge au titre de la maladie professionnelle                                |
| Régime Agricole. Date de création : 15 janvier 1976 | Régime Agricole. Date de création : 15 janvier 1976 | Régime Agricole. Date de création : 15 janvier 1976 |
| Tableau No 35 RA | Tableau No 35 RA | Tableau No 35 RA |
| AFFECTIONS PROVOQUEES PAR LES GOUDRONS DE HOUILLE, HUILES DE HOUILLE, BRAIS DE HOUILLE ET SUIES DE COMBUSTION DU CHARBON                                                 | AFFECTIONS PROVOQUEES PAR LES GOUDRONS DE HOUILLE, HUILES DE HOUILLE, BRAIS DE HOUILLE ET SUIES DE COMBUSTION DU CHARBON                                                 | AFFECTIONS PROVOQUEES PAR LES GOUDRONS DE HOUILLE, HUILES DE HOUILLE, BRAIS DE HOUILLE ET SUIES DE COMBUSTION DU CHARBON                                                                                |
| --- | --- | --- |
| Désignation des Maladies | Délai de prise en charge | Liste indicative des principaux travaux susceptibles de provoquer ces maladies |
| Lésions eczéma (syndrome)tiformes (cf. tableau 44). | Cf. tableau 44 | Emploi, manipulation des goudrons de houille, huile de houille, brais de houille et suies de combustion du charbon, notamment dans les entreprises paysagistes et les entreprises de travaux agricoles. |
| Dermites phototoxiques. | 7 jours | |
| Conjonctivites phototoxiques. | 7 jours | |
| Date de mise à jour : 21 août 1993 | | |

## Sources spécifiques
- (fr) Tableau No 16 des maladies professionnelles du régime Général
- (fr) Tableau No 35 des maladies professionnelles du régime Agricole

## Sources générales
- (fr) Tableaux du régime Général sur le site de l’AIMT
- (fr) Guide des maladies professionnelles sur le site de l’INRS